# Adam Stockhausen
Adam Stockhausen (* 30. November 1972 in Brookfield, Wisconsin) ist ein US-amerikanischer Szenenbildner und Artdirector.

## Leben
Stockhausen absolvierte 1995 erfolgreich ein Studium der Theaterwissenschaften an der Marquette University. Er ist seit 2003 im Filmgeschäft tätig. 2007 arbeitete er bei Darjeeling Limited erstmals mit dem Regisseur Wes Anderson zusammen. Im Anschluss waren sie für rund fünf Jahre gemeinsam an mehreren Werbefilmen beteiligt und führten 2012 mit dem Film Moonrise Kingdom ihre Kooperation fort. 2014 entstand mit Grand Budapest Hotel ihre dritte gemeinsame Filmproduktion.
Stockhausen ist auch für Theaterproduktionen tätig, darunter auch an Off-Broadway-Aufführungen.
Er wurde 2014 für die Arbeit an 12 Years a Slave zusammen mit Alice Baker für den Oscar nominiert. Gemeinsam waren sie auch bei den British Academy Film Awards 2014 und den Critics’ Choice Movie Awards 2014 nominiert. 2015 erhielt er, gemeinsam mit Anna Pinnock, einen Oscar in der Kategorie Bestes Szenenbild für Grand Budapest Hotel.

## Filmografie (Auswahl)
- 2007: Darjeeling Limited (The Darjeeling Limited)
- 2008: 8
- 2010: Every Day
- 2010: Umständlich verliebt (The Switch)
- 2010: My Soul to Take
- 2011: Scream 4
- 2012: Moonrise Kingdom
- 2013: 12 Years a Slave
- 2014: Gefühlt Mitte Zwanzig (While We’re Young)
- 2014: Grand Budapest Hotel (The Grand Budapest Hotel)
- 2015: Bridge of Spies – Der Unterhändler (Bridge of Spies)
- 2018: Isle of Dogs – Ataris Reise
- 2018: Ready Player One
- 2018: Widows – Tödliche Witwen (Widows)
- 2021: The French Dispatch
- 2021: West Side Story

## Auszeichnungen
Oscar
- 2014: Nominierung für 12 Years a Slave
- 2015: Auszeichnung für Grand Budapest Hotel
- 2016: Nominierung für Bridge of Spies
- 2022: Nominierung für West Side Story

British Academy Film Award
- 2014: Nominierung für 12 Years a Slave
- 2015: Auszeichnung für Grand Budapest Hotel
- 2016: Nominierung für Bridge of Spies
- 2022: Nominierung für The French Dispatch
- 2022: Nominierung für West Side Story